# Titeuf, le film
Pour les articles homonymes, voir Titeuf (homonymie).
 (décembre 2021).
Si vous disposez d'ouvrages ou d'articles de référence ou si vous connaissez des sites web de qualité traitant du thème abordé ici, merci de compléter l'article en donnant les références utiles à sa vérifiabilité et en les liant à la section « Notes et références ».
Pour plus de détails, voir Fiche technique et Distribution.
Titeuf, le film est un long métrage d'animation franco-suisse écrit et réalisé par Zep, adapté des bandes dessinées et de la série animée Titeuf, sorti le 6 avril 2011 dans la francophonie.

## Synopsis
Les parents de Titeuf menacent de « divorcer ». C'est pourquoi la mère de Titeuf part chez la grand-mère de ce dernier pour « réfléchir ». En même temps, Titeuf n'est pas invité à l'anniversaire de Nadia, sa camarade de classe dont il est amoureux, mais, Titeuf se rappelle que le père de Nadia est parti : il essaie donc de faire en sorte que la mère de Nadia et le père de Titeuf se marient pour que Titeuf ait Nadia à lui tout seul.

## Fiche technique
- Titre : Titeuf, le film
- Réalisation : Zep
- Musique : Jean-Jacques Goldman et Nicolas Neidhardt
- Producteur : Benoît Di Sabatino, Jean-Marc Fröhle
- Distribution : Pathé Distribution
- Budget : 15 000 000 €
- Pays d'origine :  France,  Suisse
- Langue : français
- Format : 3D
- Genre : animation
- Date de sortie : 6 avril 2011
- Date de sortie vidéo : 6 août 2011

## Distribution

### Personnages

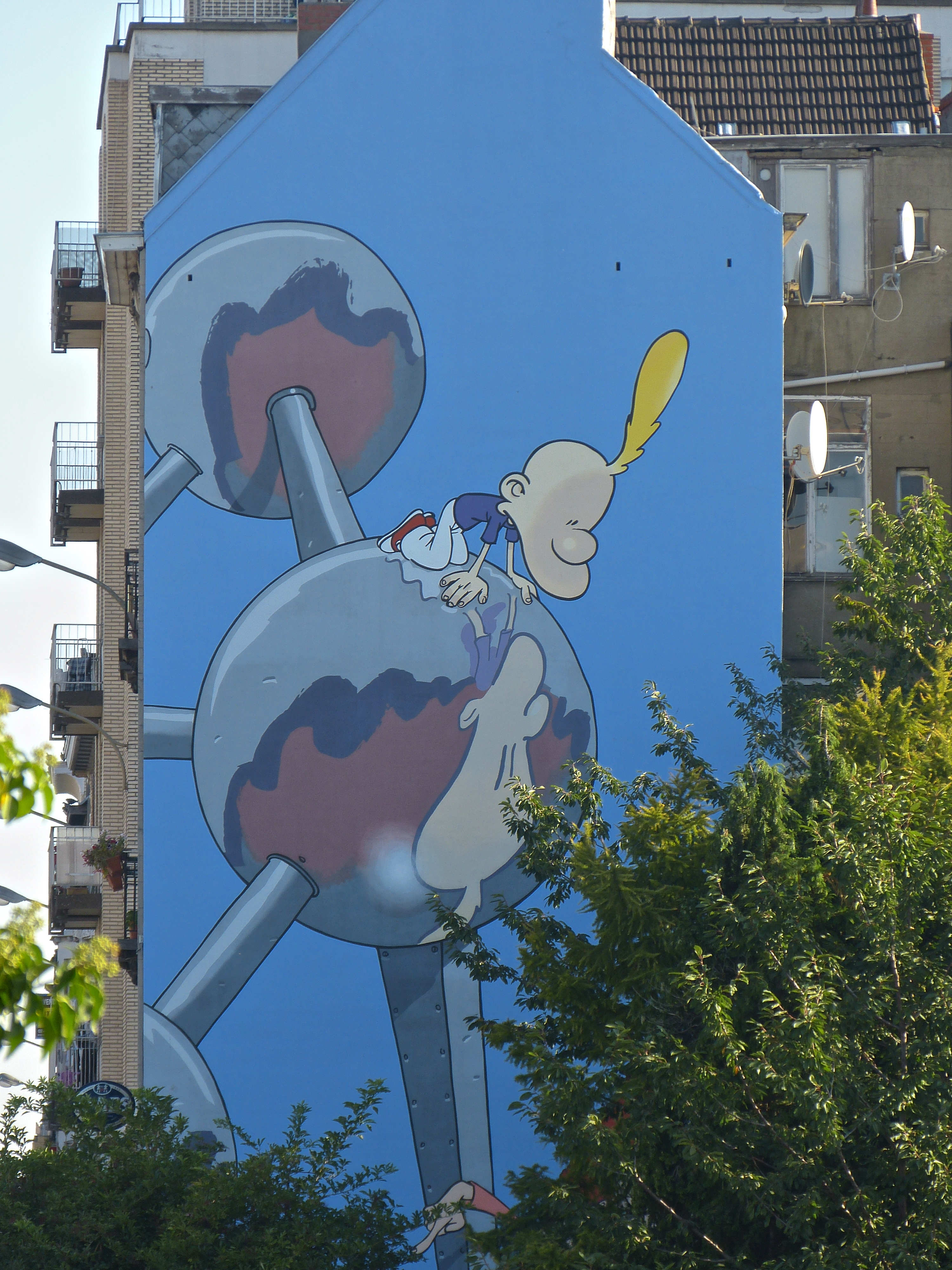
Peinture murale de Titeuf, boulevard Emile Bockstael, à Bruxelles.

- Donald Reignoux[1] : Titeuf / Hugo
- Maria Pacôme[1] : Mémé
- Jean Rochefort[1] : Pépé
- Zabou Breitman[1] : la mère de Titeuf
- Mélanie Bernier[1] : Nadia
- Michael Lonsdale[1] : le psychologue
- Sam Karmann[1] : le père de Titeuf
- Nathalie Homs : Manu / Zizie
- Jean-Luc Couchard : le psychologue sadique imaginé par Titeuf
- Danièle Hazan : la maîtresse
- Arthur Pestel : Marco
- Stéphanie Lagarde : Élodie, la vendeuse, Thérèse, voix additionnelles
- Christophe Brault : AdoRay, le premier racketteur, le contrôleur, Ramon
- Johnny Hallyday[2] : le chanteur dans le train
- Julien Villa : Vomito, Ado A, le second racketteur
- Vincent Ropion : François, le chef de train, le voisin
- Antonin Chalon : Jean-Claude
- Amélie Lerma : Dumbo
- Géraldine Martineau : Nathalie et Sandrine
- Jeremy Lebon : Antoine
- Émilie Blon-Metzinger : la maman de Nadia et Puduk

### Guest stars
Plusieurs personnalités sont vocalement présentes dans le film : Johnny Hallyday, Grégoire, Max Boublil, James Blunt, Jean-Jacques Goldman, Patrick Bruel, Francis Cabrel, Bénabar..., etc.

## Box-office
Dès la première semaine, le film a été numéro 1 du box-office.
- Mondial : 14 millions $[3]
- France : 13,5 millions $ (1 252 783 entrées)
- Belgique et  Luxembourg : 500 000 $
- Italie : 328 076 $
- Serbie : 6 850 $

| #           | Nombre d'entrées | Place Box-office | Nombre d'entrées cumulées |
| ----------- | ---------------- | ---------------- | ------------------------- |
| 1re semaine | 367 541 entrées  | 1er              | 367 541 entrées           |
| 2e semaine  | 287 263 entrées  | 3e               | 654 804 entrées           |
| 3e semaine  | 225 779 entrées  | 6e               | 880 603 entrées           |
| 4e semaine  | 215 513 entrées  | 4e               | 1 096 116 entrées         |
| 5e semaine  | 79 806 entrées   | 10e              | 1 175 922 entrées         |
| 6e semaine  | 42 898 entrées   | 14e              | 1 218 820 entrées         |
| 7e semaine  | 12 698 entrées   | 19e              | 1 231 518 entrées         |